# Saumur

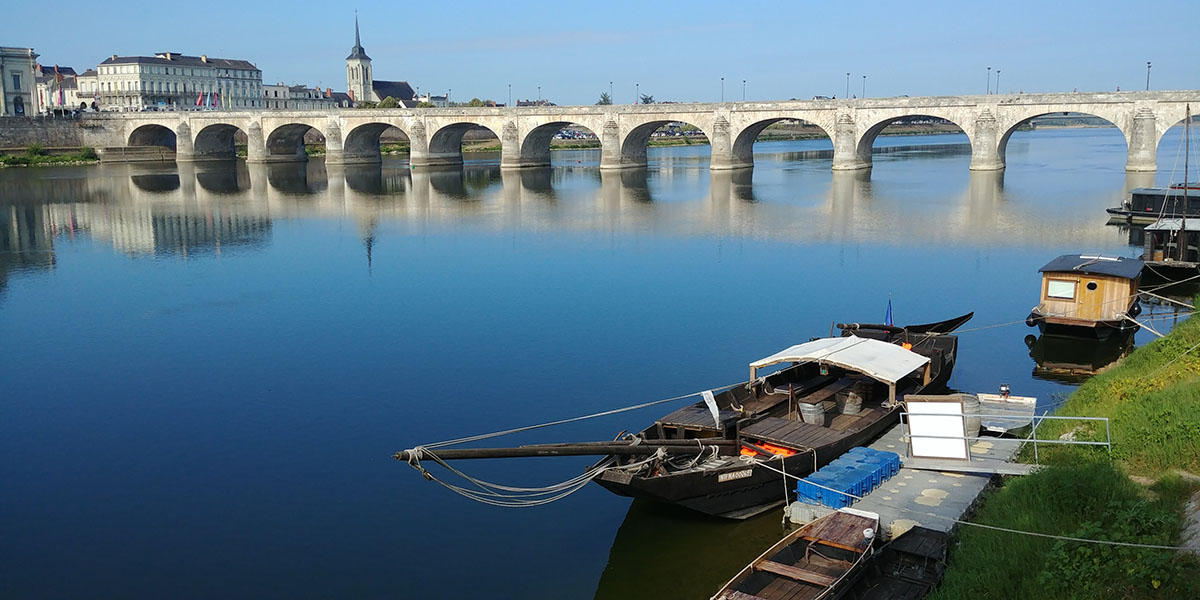
El rio Loira pasando por Saumur (puente Cessart – ruta D947)

Saumur es una población y comuna francesa, situada en la región de Países del Loira, departamento de Maine y Loira. Es la subprefectura del distrito de su nombre y el chef-lieu de dos cantones: Saumur-Nord y Saumur-Sud. La ciudad es atravesada por el río Loira, sobre el que cruza el puente construido por el ingeniero Louis-Alexandre de Cessart entre 1756-1768, que lleva su nombre. En ella se hallan el Castillo de Saumur y el Museo de Blindados de Saumur. En la literatura, Saumur es la ciudad donde se desarrolla la acción de la novela Eugenia Grandet de Honoré de Balzac, publicada en 1833.

## Demografía
| 12 300                    | 9 585 | 9 984 | 10 454 | 10 652 | 12 020 | 12 258 | 12 566 | 14 119 | 14 505 | 14 079 | 13 663 | 12 552 | 13 822 | 14 186 | 14 187 | 14 867 | 16 440 | 16 233 | 16 392 | 16 198 | 15 956 | 16 210 | 16 532 | 17 158 | 17 635 | 18 169 | 20 773 | 21 551 | 32 515 | 32 149 | 30 131 | 29 857 | 28 113 |
| (Fuente: INSEE y Cassini) |       |       |        |        |        |        |        |        |        |        |        |        |        |        |        |        |        |        |        |        |        |        |        |        |        |        |        |        |        |        |        |        |        |

## Comunas asociadas
Las siguientes comunas fueron incorporadas a Saumur en 1973, tomando la condición de comunas asociadas (communes associées).
| Nombre de la comuna asociada | Población municipal (2007) | Alcaldes delegados   |
| ---------------------------- | -------------------------- | -------------------- |
| Bagneux                      | 4 184                      | Noël Néron           |
| Dampierre-sur-Loire          | 340                        | Charles-Henri Jamin  |
| Saint-Hilaire-Saint-Florent  | 3 891                      | Jack Loyeau          |
| Saint-Lambert-des-Levées     | 3 699                      | Jean-François Durand |

## Personajes ilustres
- Coco Chanel, diseñadora de moda.
- Fanny Ardant, actriz francesa.